# Lili Elbe
Lili Ilse Elvenes cunoscută ca Lili Elbe (n. 28 decembrie 1882, Vejle, regiunea Syddanmark, Danemarca – d. 13 septembrie 1931, Dresda, Republica de la Weimar), a fost o artistă daneză cunoscută a fi prima persoană care a suferit o interventie chirurgicală de schimbare de sex, în 1930. Potrivit unor surse, a fost o persoană intersexuală. Elbe s-a născut ca Einar Magnus Andreas Wegener și a fost un artist de succes sub acest nume. De asemenea, ea se prezenta ca Lili, uneori scris Lily, și a fost prezentată în mod public ca sora lui Einar. Și-a schimbat legal numele în Lili Ilse Elvenes și a încetat să mai picteze.
Autobiografia ei Man into Woman, a fost publicată în 1933.

## Biografie

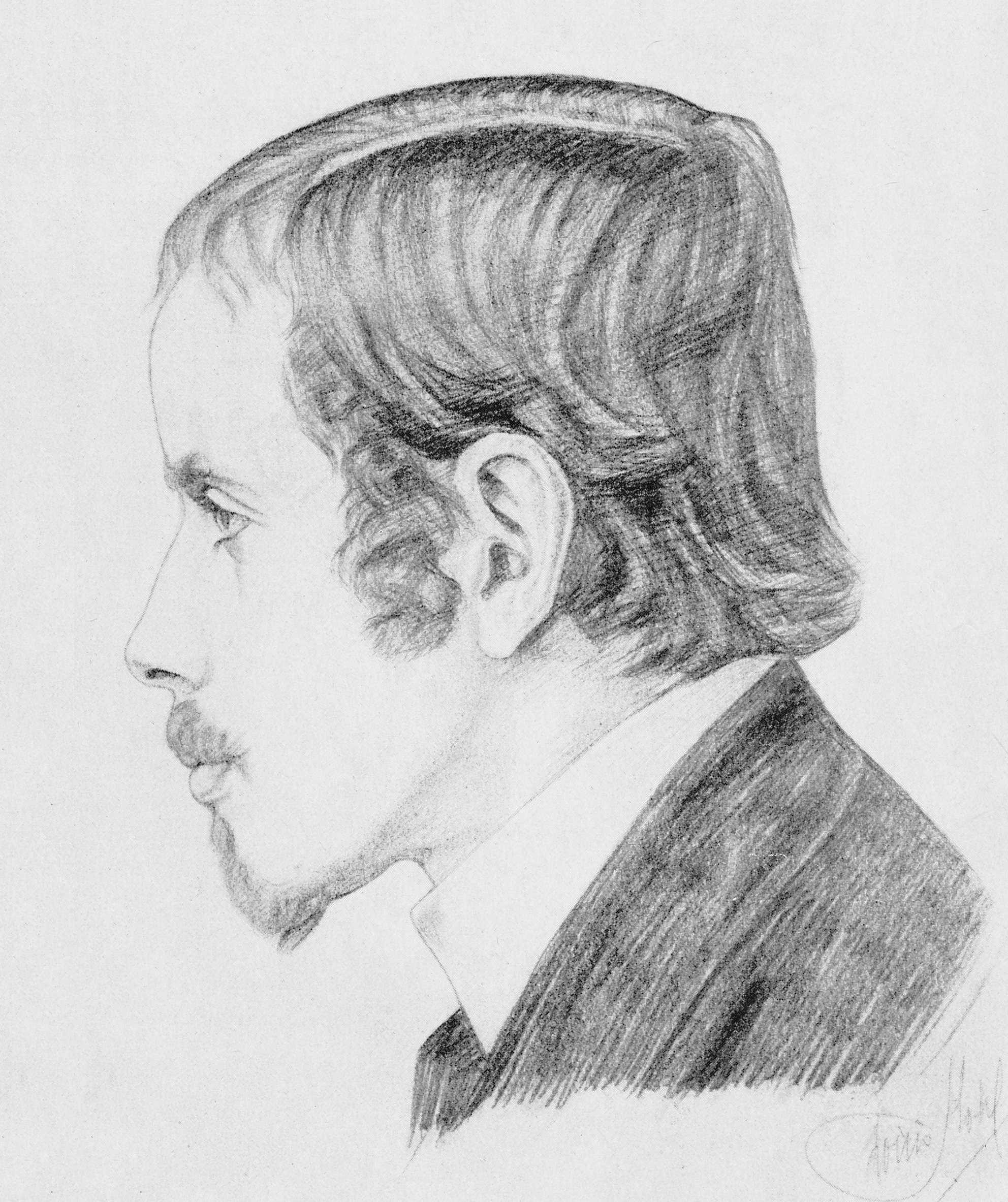
Lili Elbe c. 1920

Elbe a întâlnit-o pe Gerda Gottlieb la Academia Regală Daneză de Arte Frumoase din Copenhaga, și s-au căsătorit în 1904, când Gottlieb avea 19 ani și Wegener 22. Cei doi au lucrat ca ilustratori, Elba specializându-se în picturi de peisaj, în timp ce Gottlieb ilustra cărți și reviste de modă. Amândoi au călătorit prin Italia și Franța, în cele din urmă stabilindu-se la Paris în 1912, unde Elba putea trăi în mod deschis ca femeie și Gottlieb ca lesbiană. Elba a primit premiul Neuhausens în 1907 și a expus la Kunstnernes Efterårsudstilling, la Muzeul de Artă Vejle și la Saloon și Salon d'Automne din Paris. 
Elbe a început să se îmbrace în haine de femeie înlocuind un model absent pentru Gottlieb; soția sa i-a cerut să poarte ciorapi și tocuri astfel încât picioarele sale să poată substitui pe cele ale modelului. Elbe s-a simțit surprinzător de confortabil în acele haine. Cu timpul, Gottlieb a devenit faimoasă pentru picturile ei cu femei frumoase cu ochi migdalați și îmbrăcate chic. În 1913, publicul neavizat a fost șocat să descopere că modelul care a inspirat femeile fatale din picturile lui Gottlieb era de fapt soțul lui Gottlieb, "Elbe".
În anii 1920 și 1930, Elba s-a prezentat în mod regulat ca femeie, participând la diverse festivități și întreținând oaspeții în casa ei. Atunci când era îmbrăcată în haine de femeie, Elbe era prezentată de Gottlieb ca sora lui Einar Wegener.  Numai prietenii apropiați știau adevărul.

## Operații și desfacerea căsătoriei

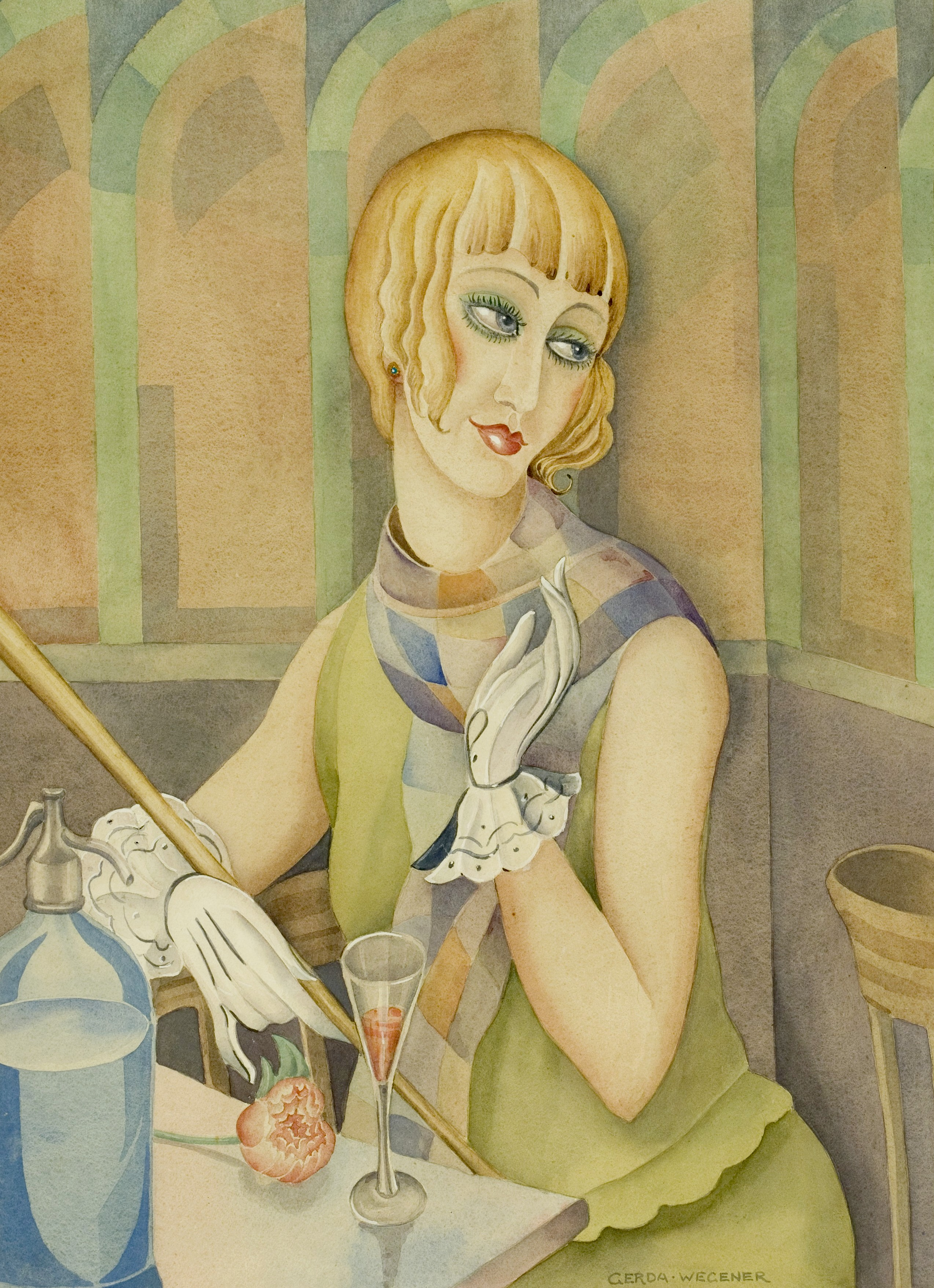
Lili Elbe de Gerda Gottlieb

În 1930, Elbe a plecat în Germania pentru operație de schimbare de sex. Într-o perioadă de doi ani ea a suferit o serie de patru operații. Prima operație, cea de eliminare a testiculelor, a fost făcută sub supravegherea sexologului Magnus Hirschfeld la Berlin. Restul de operații chirurgicale au fost efectuate de Kurt Warnekros, un medic de la Clinica Municipală de femei din Dresda. A doua operație a fost implantarea unui ovar pe musculatura ei abdominală, a treia pentru a elimina penisul și scrotul, și a patra de transplant al unui uter și construirea canalului vaginal.
La momentul ultimei operații chirurgicale ale lui Elbe, cazul ei era reprezenta deja o senzație în ziarele din Danemarca și Germania. Un tribunal danez a invalidat căsătoria lui Wegener în octombrie 1930, și Elbe a reușit să schimbe legal numele și schimbarea de sex, primind inclusiv un pașaport cu numele Lili Ilse Elvenes. A încetat să mai picteze, crezând că este ceva care a făcut parte din identitatea lui Einar. După desfacerea căsătoriei, ea a revenit la Dresda pentru o intervenție chirurgicală finală.

## Deces
În iunie 1931, Elbe a suferit cea de-a patra operație care a constat în implantarea uterului și construcția vaginului, ambele fiind proceduri noi și experimentale la acel moment. A murit la trei luni după operație din cauza paraliziei inimii cauzată de respingerea uterului de sistemul imunitar și infecția rezultată.
Gottlieb s-a căsătorit cu un ofițer militar, aviator și diplomat italian, maiorul Fernando "Nando" Porta, și s-a mutat în Maroc. Fernando a cheltuit toate economiile Gerdei și după ce au trăit mai mulți ani la Marrakech și Casablanca, cei doi au divorțat. Gottlieb s-a întors în Danemarca, unde a murit fără nici un ban, în 1940.

## În cultura populară
Festivalul de film LGBT MIX Copenhaga a acordat patru premii "Lili" numite după Elbe.
În 2001, autorul american David Ebershoff a publicat un roman inspirat din viața ei, Daneza. În 2015, un film a adaptat acest roman, în regia lui Tom Hooper cu Eddie Redmayne în rolul principal. Filmul a fost bine primit la Festivalul de Film de la Veneția în septembrie 2015, deși a fost criticat pentru că rolul Lili Elbe a fost distribuit unui cisgen.